# Liste des navires actifs de la marine finlandaise

Liste des navires actifs de la marine finlandaise
Il s'agit d'une liste de navires actuellement exploités par la marine finlandaise ou entrant en service dans un proche avenir, à compter de septembre 2018. En cas de conflit, huit patrouilleurs hauturiers, sept aéroglisseurs et 81 patrouilleurs côtiers des Garde-frontières finlandais peuvent être armés et transférés à la marine.
La marine finlandaise compte 246 navires dans la flotte côtière. Le projet Squadron 2020 (corvettes multi-rôles de classe Pohjanmaa) entraînera probablement une réorganisation des escadrons de la marine. 

## Bateaux lance-missiles
| Classe        | Navires  | Pennant Number | Type                  | Unité                                   | Constructeur                    | Mis en service  | Displacement | Notes                      | Image |
| ------------- | -------- | -------------- | --------------------- | --------------------------------------- | ------------------------------- | --------------- | ------------ | -------------------------- | ----- |
| Classe Rauma  | Rauma    | 70             | Bateau lance-missiles | 6th Surface Counter Squadron, Pansio    | Hollming Oy, Rauma, Finlande    | 18 octobre 1990 | 240 tonnes   | Modernisation en 2010–2013 |       |
| Classe Rauma  | Raahe    | 71             | Bateau lance-missiles | 6th Surface Counter Squadron, Pansio    | Hollming Oy, Rauma, Finlande    | 20 août 1991    | 240 tonnes   | Modernisation en 2010–2013 |       |
| Classe Rauma  | Porvoo   | 72             | Bateau lance-missiles | 6th Surface Counter Squadron, Pansio    | Hollming Oy, Rauma, Finlande    | 27 avril 1992   | 240 tonnes   | Modernisation en 2010–2013 |       |
| Classe Rauma  | Naantali | 73             | Bateau lance-missiles | 6th Surface Counter Squadron, Pansio    | Hollming Oy, Rauma, Finlande    | 23 juin 1992    | 240 tonnes   | Modernisation en 2010–2013 |       |
| Classe Hamina | Hamina   | 80             | Bateau lance-missiles | 7th Surface Counter Squadron, Upinniemi | Aker Finnyards, Rauma, Finlande | 24 août 1998    | 250 tonnes   |                            |       |
| Classe Hamina | Tornio   | 81             | Bateau lance-missiles | 7th Surface Counter Squadron, Upinniemi | Aker Finnyards, Rauma, Finlande | 12 mai 2003     | 250 tonnes   |                            |       |
| Classe Hamina | Hanko    | 82             | Bateau lance-missiles | 7th Surface Counter Squadron, Upinniemi | Aker Finnyards, Rauma, Finlande | 22 juin 2005    | 250 tonnes   |                            |       |
| Classe Hamina | Pori     | 83             | Bateau lance-missiles | 7th Surface Counter Squadron, Upinniemi | Aker Finnyards, Rauma, Finlande | 19 juin 2006    | 250 tonnes   |                            |       |

## Guerre des mines

### Mouilleurs de mines
| Classe           | Navire    | Pennant Number | Unité                                   | Constructeur                           | Mis en service    | Displacement | Notes                      | Image |
| ---------------- | --------- | -------------- | --------------------------------------- | -------------------------------------- | ----------------- | ------------ | -------------------------- | ----- |
| Classe Hämeenmaa | Hämeenmaa | 02             | 7th Surface Counter Squadron, Upinniemi | Aker Yards Oy, Rauma, Finlande         | 15 April 1992     | 1.450 tonnes | Modernisation en 2006–2008 |       |
| Classe Hämeenmaa | Uusimaa   | 05             | 6th Surface Counter Squadron, Pansio    | Aker Yards Oy, Rauma, Finlande         | 2 December 1992   | 1.450 tonnes | Modernisation en 2006–2008 |       |
| Classe Pansio    | Pansio    | 876            | 6th Surface Counter Squadron, Pansio    | Olkiluodon telakka, Eurajoki, Finlande | 25 septembre 1991 | 680 tonnes   |                            |       |
| Classe Pansio    | Pyhäranta | 875            | 7th Surface Counter Squadron, Upinniemi | Olkiluodon telakka, Eurajoki, Finlande | 26 mai 1992       | 680 tonnes   |                            |       |
| Classe Pansio    | Porkkala  | 777            | 7th Surface Counter Squadron, Upinniemi | Olkiluodon telakka, Eurajoki, Finlande | 29 octobre 1992   | 680 tonnes   |                            |       |

### Dragueurs de mines
| Classe          | Navires   | Pennant Number | Unité                            | Constructeur                        | Misen service | Displacement | Notes                                                        | Image |
| --------------- | --------- | -------------- | -------------------------------- | ----------------------------------- | ------------- | ------------ | ------------------------------------------------------------ | ----- |
| Classe Katanpää | Katanpää  | 40             | 4th Minecounter Squadron, Pansio | Intermarine S.p.A., Sarzana, Italie | 2012          | 680 tonnes   | Mine countermeasure vessel (en)                              |       |
| Classe Katanpää | Purunpää  | 41             | 4th Minecounter Squadron, Pansio | Intermarine S.p.A., Sarzana, Italie | 2013          | 680 tonnes   | Mine countermeasure vessel (en)                              |       |
| Classe Katanpää | Vahterpää | 42             | 4th Minecounter Squadron, Pansio | Intermarine S.p.A., Sarzana, Italie | 2016          | 680 tonnes   | Mine countermeasure vessel (en)                              |       |
| Classe Kiiski   | Kiiski 1  | 521            | 4th Minecounter Squadron, Pansio | Fiskars Oy, Turku, Finlande         | 1982–1984     | 20 tons      | Hors service: Kiiski 2 (522)                                 |       |
| Classe Kiiski   | Kiiski 3  | 523            | 4th Minecounter Squadron, Pansio | Fiskars Oy, Turku, Finlande         | 1982–1984     | 20 tons      | Hors service: Kiiski 2 (522)                                 |       |
| Classe Kiiski   | Kiiski 4  | 524            | 4th Minecounter Squadron, Pansio | Fiskars Oy, Turku, Finlande         | 1982–1984     | 20 tons      | Hors service: Kiiski 2 (522)                                 |       |
| Classe Kiiski   | Kiiski 5  | 525            | 4th Minecounter Squadron, Pansio | Fiskars Oy, Turku, Finlande         | 1982–1984     | 20 tons      | Hors service: Kiiski 2 (522)                                 |       |
| Classe Kiiski   | Kiiski 6  | 526            | 4th Minecounter Squadron, Pansio | Fiskars Oy, Turku, Finlande         | 1982–1984     | 20 tons      | Hors service: Kiiski 2 (522)                                 |       |
| Classe Kiiski   | Kiiski 7  | 527            | 4th Minecounter Squadron, Pansio | Fiskars Oy, Turku, Finlande         | 1982–1984     | 20 tons      | Hors service: Kiiski 2 (522)                                 |       |
| Classe Kuha     | Kuha 21   | 21             | 4th Minecounter Squadron, Pansio | Laivateollisuus, Turku, Finlande    | 1974–1975     | 150 tonnes   | Modernisation en 1998–1999 Hors service : Kuha 22 et Kuha 25 |       |
| Classe Kuha     | Kuha 23   | 23             | 4th Minecounter Squadron, Pansio | Laivateollisuus, Turku, Finlande    | 1974–1975     | 150 tonnes   | Modernisation en 1998–1999 Hors service : Kuha 22 et Kuha 25 |       |
| Classe Kuha     | Kuha 24   | 24             | 4th Minecounter Squadron, Pansio | Laivateollisuus, Turku, Finlande    | 1974–1975     | 150 tonnes   | Modernisation en 1998–1999 Hors service : Kuha 22 et Kuha 25 |       |
| Classe Kuha     | Kuha 26   | 26             | 4th Minecounter Squadron, Pansio | Laivateollisuus, Turku, Finlande    | 1974–1975     | 150 tonnes   | Modernisation en 1998–1999 Hors service : Kuha 22 et Kuha 25 |       |

## Navires auxiliaires

### Embarcations de débarquement
| Classe       | Navires     | Pennant Number      | Unité | Constructeur                               | Mis en service | Displacement | Notes                                                  | Image |
| ------------ | ----------- | ------------------- | ----- | ------------------------------------------ | -------------- | ------------ | ------------------------------------------------------ | ----- |
| Classe Jehu  | Série U-700 | U701 à U712         |       | Marine Alutech Oy, Teijo, Finlande         | 2014–2016      | 32 tonnes    |                                                        |       |
| Classe Jurmo | Série U-600 | U601 à U638         |       | Marine Alutech Oy, Teijo, Finlande         | 2000–2004      | 14 tonnes    |                                                        |       |
| Classe Uisko | Série U-200 | U210 à U211         |       | Alumina Varvet Oy, Kokkola/Teijo, Finlande | 1983–1991      | 10 tonnes    | Certains bateaux plus anciens ont été mis hors service |       |
| Classe Uisko | Série U-300 | U301 à U317         |       | Alumina Varvet Oy, Kokkola/Teijo, Finlande | 1983–1991      | 10 tonnes    | Certains bateaux plus anciens ont été mis hors service |       |
| Classe Uisko | Série U-400 | U400 à ?            |       | Alumina Varvet Oy, Kokkola/Teijo, Finlande | 1983–1991      | 10 tonnes    | Certains bateaux plus anciens ont été mis hors service |       |
| Classe G     |             | G98-99, G101 à G135 |       | Marine Alutech Oy, Teijo, Finlande         | 2001–2006      | 2.1 tonnes   |                                                        |       |

### Navires de service
| Classe         | Navires               | Pennant Number        | Unité                                        | Constructeur                                                                              | Mis en service      | Notes            | Image |
| -------------- | --------------------- | --------------------- | -------------------------------------------- | ----------------------------------------------------------------------------------------- | ------------------- | ---------------- | ----- |
| Classe Kampela | Kampela 3             | 877                   | 8th Maintenance Squadron, Turku, Kirkkonummi | Finnmekano Oy, Teijo, Finlande                                                            | 1979                |                  |       |
| Classe Valas   | Vaarlahti             | 722                   | 8th Maintenance Squadron, Turku, Kirkkonummi | Hollming Oy, Rauma, Finlande                                                              | 1979–1981           |                  |       |
| Classe Valas   | Vänö                  | 723                   | 8th Maintenance Squadron, Turku, Kirkkonummi | Hollming Oy, Rauma, Finlande                                                              | 1979–1981           |                  |       |
| Classe L100    | L101 à 106 L108 à 113 | L101 à 106 L108 à 113 | 8th Maintenance Squadron, Turku, Kirkkonummi | Uudenkaupungin Veneveistämö, Uusikaupunki, Finlande Finnspeed Boats Oy, Loviisa, Finlande | 1985–1986 1991–1992 | Transféré à MPK. |       |
| Lohi class     | Lohm                  | 752                   | 8th Maintenance Squadron, Turku, Kirkkonummi |                                                                                           |                     |                  |       |
| Classe Hauki   | Havouri               | 133                   | 8th Maintenance Squadron, Turku, Kirkkonummi | Linnan Telakka, Turku, Finlande Valmet Oy, Helsinki, Finlande                             | 1979–1980           |                  |       |
| Classe Hauki   | Hakuni                | 731                   | 8th Maintenance Squadron, Turku, Kirkkonummi | Linnan Telakka, Turku, Finlande Valmet Oy, Helsinki, Finlande                             | 1979–1980           |                  |       |
| Classe Hauki   | Houtskär              | 836                   | 8th Maintenance Squadron, Turku, Kirkkonummi | Linnan Telakka, Turku, Finlande Valmet Oy, Helsinki, Finlande                             | 1979–1980           |                  |       |
| Classe Hila    | Hila                  | 237                   | 8th Maintenance Squadron, Turku, Kirkkonummi |                                                                                           |                     |                  |       |
| Classe Hila    | Haruna                | 238                   | 8th Maintenance Squadron, Turku, Kirkkonummi |                                                                                           |                     |                  |       |
| Classe Hila    | Hästö                 | 739                   | 8th Maintenance Squadron, Turku, Kirkkonummi |                                                                                           |                     |                  |       |
| Classe Hila    | Högsåra               | 830                   | 8th Maintenance Squadron, Turku, Kirkkonummi |                                                                                           |                     |                  |       |

### Navires de commandement
| Classe        | Navire | Pennant Number | Unité                  | Constructeur | Misen service | Notes                                                                     | Image |
| ------------- | ------ | -------------- | ---------------------- | ------------ | ------------- | ------------------------------------------------------------------------- | ----- |
| Classe Syöksy | Jymy   | 511            | Commandement de Pansio |              |               | La classe «Syöksy» était autrefois connue sous le nom de classe «Vihuri». |       |
| Classe Syöksy | Raju   | 512            | Commandement de Pansio |              |               | La classe «Syöksy» était autrefois connue sous le nom de classe «Vihuri». |       |
| Classe Syöksy | Syöksy | 531            | Commandement de Pansio |              |               | La classe «Syöksy» était autrefois connue sous le nom de classe «Vihuri». |       |
| Classe Syöksy | Vinha  | 541            | Commandement de Pansio |              |               | La classe «Syöksy» était autrefois connue sous le nom de classe «Vihuri». |       |
| Classe Träskö | Träskö | 792            | Commandement de Pansio |              |               |                                                                           |       |
| Classe Askeri | Askeri | 241            | Commandement de Pansio |              |               |                                                                           |       |

### Navires de formation
| Classe              | Navire           | Pennant Number | Unité                                    | Constructeur                                   | Misen service | Notes | Image |
| ------------------- | ---------------- | -------------- | ---------------------------------------- | ---------------------------------------------- | ------------- | ----- | ----- |
| Classe Lokki        | Kajava           | 56             |                                          |                                                |               |       |       |
| Classe Heikki       | H1               | 681            |                                          |                                                |               |       |       |
| Classe Fabian Wrede | Fabian Wrede     | 690            | Académie navale de Finlande, Suomenlinna | Uudenkaupungin Työvene, Uusikaupunki, Finlande | 2006–2008     |       |       |
| Classe Fabian Wrede | Wilhelm Carpelan | 691            | Académie navale de Finlande, Suomenlinna | Uudenkaupungin Työvene, Uusikaupunki, Finlande | 2006–2008     |       |       |
| Classe Fabian Wrede | Axel von Fersen  | 692            | Académie navale de Finlande, Suomenlinna | Uudenkaupungin Työvene, Uusikaupunki, Finlande | 2006–2008     |       |       |

## Autres

### Remorqueurs
| Classe          | Navires   | Pennant Number | Unité | Constructeur | Mis en service | Notes | Image |
| --------------- | --------- | -------------- | ----- | ------------ | -------------- | ----- | ----- |
| Classe Haukipää | Haukipää  | 731            |       |              | 1985           |       |       |
| Classe Haukipää | Kallanpää | 831            | 1986  |              |                |       |       |

### Câbliers
| Classe   | Navires | Pennant Number | Unité | Constructeur                                   | Mis en service | Notes | Image |
| -------- | ------- | -------------- | ----- | ---------------------------------------------- | -------------- | ----- | ----- |
| Câbliers | K410    | K410           |       | Uudenkaupungin Työvene, Uusikaupunki, Finlande | 2009           |       |       |
| Câbliers | K411    | K411           | 2010  | Uudenkaupungin Työvene, Uusikaupunki, Finlande |                |       |       |

### Navires anti-pollution
| Navire | Pennant Number | Unité                                        | Constructeur                                   | Mis en service | Displacement | Notes                      | Image |
| ------ | -------------- | -------------------------------------------- | ---------------------------------------------- | -------------- | ------------ | -------------------------- | ----- |
| Hylje  | 799            | 8th Maintenance Squadron, Turku, Kirkkonummi | Laivateollisuus, Turku, Finlande               | 1981           | 1.400 tonnes | Modernisation en 1990–1991 |       |
| Halli  | 899            | 8th Maintenance Squadron, Turku, Kirkkonummi | Hollming Oy, Rauma, Finlande                   | 1986           | 2.100 tonnes | Moderniation en 2010       |       |
| Louhi  | 999            | 8th Maintenance Squadron, Turku, Kirkkonummi | Uudenkaupungin Työvene, Uusikaupunki, Finlande | 2011           | 3.450 tonnes |                            |       |